# عبد الله موسى أبو عبد الصمد
عبد الله موسى  (بالإنجليزية: A.M Abu-Abdissamad)‏عبد الله بن موسى أبو عبد الصمد ولد في (15 شباط / فبراير 1956م) هو مستشار الأعمال ومدرس. وهو مؤسس ورئيس (Unique International Consultants) التي تقدم خدمات استشارية في جميع أنحاء نيجيريا.

## السيرة الذاتية والتعليم والحياة الشخصية
أبو عبد الصمد ولد في كولو في منطقة توتو المحلية في ولاية نصراوة في نيجيريا. وهو حاصل على بكالوريوس في التربية والتعليم في الرياضيات من جامعة أحمدو بيلو، زاريا في أوائل السبعينات. وله أكثر من عشرين عاما من الخبرة في مجال التدريس. بدأ مدرسا من الدرجة الثانية في عام 1973 ثم مدرس رياضيات في كلية المعلمين في عام 1975. أصبح ضابط التعليم وقسم الإحصاءات في مقر وزارة التعليم في جوس في 1980-81. بعد حصوله على الماجستير في إدارة الأعمال في عام 1983 انضم إلى خدمات جامعة جوس في نفس العام. وقد شغل منصب خبير في كبرى الشركات الاستشارية مثل جامعة جوس للخدمات الاستشارية، وجامعة أحمدو بيلو للخدمات الاستشارية، (ABUCONS)، وغيرها. أشرف أبو عبد الصمد على ما يزيد عن أربعين مشروعا في كل من المستويات الجامعية والدراسات العليا (بكالوريوس، ماجستير، ماجستير في إدارة الأعمال، PGDM ودكتوراه). يحاضر أبو عبد الصمد حاليا في قسم إدارة الأعمال، جامعة أحمدو بيلو، زاريا. وهو متزوج ولديه أولاد هم من المهنيين في مجالات الطب، الهندسة، الصيدلة والفنون الصناعية. أبو عبد الصمد هو مستشار لجمعية الطلاب المسلمين في نيجيريا.

## الأعمال الكتابية
- أبو عبد الصمد 1996 «أنماط القيادة».
- أبو عبد الصمد 1996. «صنع أو شراء القرارات: المفاهيم والتطبيقات».
- أبو عبد الصمد 1996. «الاتصالات الفعالة والعلاقات الشخصية».
- أبو عبد الصمد 1996. «ديناميكية المجموعة».
- أبو عبد الصمد 1998. «عملية التخطيط الاستراتيجي».
- أبو عبد الصمد 2001. «الإدارة الاستراتيجية وتحليل السياسات».
- أبو عبد الصمد 2003. «إدارة الموارد البشرية والمالية في الحكم».

## المنشورات/مقالات
- أبو عبد الصمد 1996. «الدعاية والإعلان في مجال التسويق» جامعة أحمدو بيلو مجلة التربية القانونية والدراسات الإدارية (ABUJELMAS)، Vol. 1، No. 1، جامعة أحمدو بيلو، زاريا، ص. 36-44.
- أبو عبد الصمد 1997. «بيئة الخدمات المالية المتغيرة» جامعة أحمدو بيلو مجلة التربية القانونية والدراسات الإدارية (ABUJELMAS)، Vol. 1، No. 2، جامعة أحمدو بيلو، زاريا، ص.316-326.
- أبو عبد الصمد (2003). «استعراض سياسات الحكومة والضيق في الصناعات المصرفية النيجيرية» أبوجا مجلة إدارة، المجلد. 2، No. 1، قسم الإدارة العامة، جامعة أبوجا، ص. 53-68.
- أبو عبد الصمد (2004). «تقييم الإجراءات النوعية لتقييم القروض التجارية في نيجيريا» المجلة النيجيرية للدراسات الإدارية، المجلد. 2، No. 1، قسم الإدارة العامة، جامعة أحمدو بيلو، زاريا، ص. 15-23.
- أبو عبد الصمد (2004). «التقنيات الكمية لتقييم القروض التجارية في الصناعة المصرفية النيجيرية» النيجيرية مراجعة إدارة المجلد. 15 رقم 1، مجلة مركز تطوير الإدارة، لاغوس، 1165-1171.
- أبو عبد الصمد (2006). «تطوير البنية التحتية من خلال الشراكات بين القطاعين العام والخاص»، مجلة إدارة الأعمال المجلد. 1 No. 2، قسم إدارة الأعمال، جامعة أحمدو بيلو، زاريا، ص. 76-84.
- أبو عبد الصمد (2006). «تأثير الطبقة الاجتماعية على سلوك المستهلك: استعراض». ABU Journal of Marketing Management، Vol. مجلد رقم 1 قسم إدارة الأعمال، جامعة أحمدو بيلو، زاريا، ص. 50-57.
- أبو عبد الصمد (2006). «إدارة الصراع التنظيمي فعالية» مجلة (KASU) للعلوم الاجتماعية والإدارية، المجلد.1، No. 1، كلية العلوم الاجتماعية والعلوم الإدارية، كادونا جامعة ولاية كادونا، ص. 5-19.
- أبو عبد الصمد (2006). «تحسين إدارة الأداء في الجامعات النيجيرية: دراسة حالة جامعة أحمدو بيلو، زاريا»، مجلة الدراسات الاجتماعية والإدارية، المجلد. 11، كلية العلوم الاجتماعية والعلوم الإدارية، جامعة بايرو، كانو، ص 1-8.